# حقل الشرفة
حقل الشرفة هو حقل غاز طبيعي في المملكة العربية السعودية أعلن وزير الطاقة الأمير عبد العزيز بن سلمان عن تمكن أرامكو السعودية من اكتشافه في 27 فبراير 2022.

## الموقع
يقع في منطقة الربع الخالي على بعد 120 كيلو متراً جنوب غرب حقل الشيبة.

## الإنتاج
تدفق الغاز من بئر الشرفة -2 بمعدل 16,9 مليون قدم مكعبة قياسية في اليوم مع 50 برميلاً من المكثفات.